# Liste de restaurants étoilés par le Guide Michelin au Québec
 (juillet 2025).
Cet article présente la liste des restaurants étoilés par le Guide Michelin au Québec.

## Liste
| Nom              | Cuisine   | Emplacement             | 2025 |
| ---------------- | --------- | ----------------------- | ---- |
| ARVI             | Moderne   | Québec – Limoilou       |      |
| Europea          | Moderne   | Montréal – Ville-Marie  |      |
| Kebec Club Privé | Créatif   | Québec – Saint-Roch     |      |
| Laurie Raphaël   | Moderne   | Québec – La Cité        |      |
| Légende          | Québécois | Québec – La Cité        |      |
| Mastard          | Moderne   | Montréal – Rosemont     |      |
| Narval           | Moderne   | Rimouski                |      |
| Sabayon          | Moderne   | Montréal – Le Sud-Ouest |      |
| Tanière³         | Québécois | Québec – La Cité        |      |
| Référence        | Référence | Référence               | ,    |

La sélection des restaurants du guide a suscité des critiques, y compris quelques remarques sur le faible nombre d'étoiles attribuées dans Montréal,,. Cinq restaurants à Ville de Québec ont reçu des étoiles, contre trois à Montréal, même si cette dernière compte trois fois plus d'habitants et est souvent considérée comme une destination gastronomique de premier ordre à l'échelle internationale,.
Des inquiétudes ont été soulevées par les acteurs du secteur de la restauration et du tourisme de la région de l'Outaouais, qui comprend Gatineau et la banlieue nord d'Ottawa, concernant l'absence de restaurants locaux dans le guide. Bien qu'elle soit la troisième plus grande région métropolitaine du Québec et qu'elle se trouve dans la zone de chalandise du guide, l'Outaouais n'a reçu aucune reconnaissance, notamment aucun établissement répertorié comme « recommandé » ou récompensé par un Bib Gourmand. Dans un communiqué, Michelin a confirmé que ses inspecteurs avaient visité la région mais n'avaient trouvé aucun restaurant répondant aux critères d'inclusion dans le guide.